# Stenammini

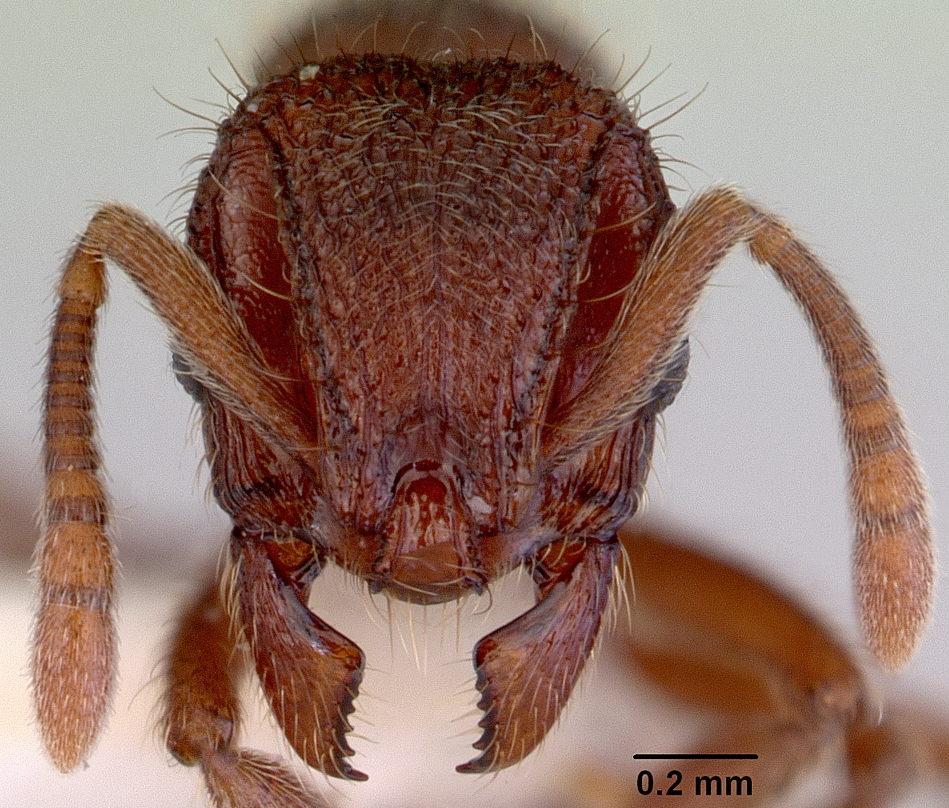
Бескрылый рабочий Lordomyrma azumai

Stenammini  (лат.) — триба муравьёв из подсемейства Myrmicinae (Formicidae), включающая около 500 видов.

## Описание
Представители трибы распространены всесветно. Клипеус сужается кзади, а с боков возвышается в виде двух боковых валиков.

## Классификация
Включает 8 родов и 500 видов (2018). Вместе с трибой Solenopsidini образует группу Solenopsidine tribe group (Bolton, 2003). Ранее в трибу включали более 20 родов, а включавшиеся сюда рода Adelomyrmex и Baracidris некоторые авторы выделяли в трибу Adelomyrmecini. В 2014 году в ходе молекулярно-филогенетического исследования и полной реклассификации всех мирмицин (Ward et al., 2014) было оставлено только 6 триб с изменённым составом. По этим данным триба Stenammini принимается в узком составе из 8 родов (около 500 видов; часть таксонов перенесены в другие трибы, например, в Crematogastrini и Solenopsidini).
Состав на 2018 год:
- Род Aphaenogaster
- Род Goniomma
- Род Messor
- Род Novomessor
- Род Oxyopomyrmex
- Род †Paraphaenogaster
- Род Stenamma
- Род Veromessor

Ранее в состав трибы включали следующие роды:
- Род Adelomyrmex — 23 вида (перенесён в Solenopsidini)
- Род Ancyridris — 2 вида
- Род Aretidris General, 2015 — 2 вида[4]
- Род Austromorium Shattuck, 2009 — 2 вида[5]
- Род Baracidris — 3 вида (перенесён в Solenopsidini)
- Род Bariamyrma — 1 вид
  - Bariamyrma hispidula
- Род Boltonidris — 1 вид
  - Boltonidris mirabilis
- Род Calyptomyrmex — 24 вида
- Род Cyphoidris — 4 вида
- Род Dacatria — 1 вид
  - Dacatria templaris
- Род Dacetinops
- Род Dicroaspis
- Род Indomyrma — 1 вид
  - Indomyrma dasypyx
- Род Lachnomyrmex — 6 видов (перенесён в Attini)
- Род Lasiomyrma — 3 вида[6][7]
- Род Lordomyrma — 16 видов
- Род Proatta — 1 вид
  - Proatta butteli
- Род Propodilobus Branstetter, 2009 — 1 вид
  - Propodilobus pingorum (=Stenamma pingorum DuBois, 2000)[8]
- Род Rogeria — 46 видов
- Род Rostromyrmex — 1 вид
  - Rostromyrmex pasohensis
- Род Stenamma Westwood, 1839 — в Европе 7 видов
- Род Tetheamyrma — 1 вид
  - Tetheamyrma subspongia
- Род Vollenhovia — 48 видов

- ?Ilemomyrmex caecus (вымерший)